# The Vampire Diaries (2.ª temporada)
A segunda temporada da série de televisão The Vampire Diaries foi anunciada pela The CW em 16 de fevereiro de 2010. O primeiro episodio da temporada foi ao ar em 9 de setembro de 2010 às 8h00min da noite nos EUA. A temporada foi concluída em 12 de maio de 2011. 

## Sinopse
Stefan (Paul Wesley) toma medidas drásticas para descobrir a verdadeira razão pela qual Katherine (Nina Dobrev) retornou a Mystic Falls, e fica chocado com os segredos que ela revela sobre o que realmente aconteceu em 1864. Matt (Zach Roerig) se assusta com o comportamento de Caroline (Candice Accola), mas ainda tenta falar sobre seus sentimentos por ela. Stefan e Damon (Ian Somerhalder) ficam furiosos quando descobrem que Elena desafiou os dois e fez um novo aliado para derrotar Klaus (Joseph Morgan). 

## Elenco

### Elenco Regular
| Ator              | Personagem                       | Frequência        |
| ----------------- | -------------------------------- | ----------------- |
| Nina Dobrev       | Elena Gilbert / Katherine Pierce | 22 / 18 episódios |
| Paul Wesley       | Stefan Salvatore                 | 22 episódios      |
| Ian Somerhalder   | Damon Salvatore                  | 22 episódios      |
| Candice Accola    | Caroline Forbes                  | 20 episódios      |
| Kat Graham        | Bonnie Bennett                   | 17 episódios      |
| Steven R. McQueen | Jeremy Gilbert                   | 17 episódios      |
| Matt Davis        | Alaric Saltzman                  | 17 episódios      |
| Zach Roerig       | Matt Donovan                     | 15 episódios      |
| Sara Canning      | Jenna Sommers                    | 15 episódios      |
| Michael Trevino   | Tyler Lockwood                   | 15 episódios      |

- Joseph Morgan interpretou o vilão Klaus por três episódios.

### Elenco Recorrente
| Ator                 | Personagem        | Frequência   |
| -------------------- | ----------------- | ------------ |
| Susan Walters        | Carol Lockwood    | 13 episódios |
| Daniel Gillies       | Elijah Mikaelson  | 12 episódios |
| Marguerite MacIntyre | Liz Forbes        | 8 episódios  |
| Taylor Kinney        | Mason Lockwood    | 7 episódios  |
| David Anders         | John Gilbert      | 7 episódios  |
| Bryton James         | Luka Martin       | 6 episódios  |
| Randy J. Goodwin     | Jonas Martin      | 6 episódios  |
| Michaela McManus     | Jules             | 6 episódios  |
| Lauren Cohan         | Rose              | 5 episódios  |
| Gino Anthony Pesi    | Maddox            | 4 episódios  |
| Dawn Olivieri        | Andie Star        | 4 episódios  |
| Joseph Morgan        | Niklaus Mikaelson | 4 episódios  |
| Lisa Tucker          | Greta Martin      | 3 episódios  |
| Tiya Sircar          | Aimee Bradley     | 3 episódios  |
| Trent Ford           | Trevor            | 3 episódios  |

### Atores Convidados
| Ator              | Personagem      | Frequência  |
| ----------------- | --------------- | ----------- |
| Maiara Walsh      | Sarah           | 2 episódios |
| Mia Kirshner      | Isobel Flemming | 2 episódios |
| Anna Enger        | Dana            | 2 episódios |
| Stephen Amell     | Brady           | 2 episódios |
| Bianca Lawson     | Emily Bennett   | 1 episódio  |
| Malese Jow        | Annabelle       | 1 episódio  |
| Arielle Kebbel    | Alexia Branson  | 1 episódio  |
| Kayla Ewell       | Vicki Donovan   | 1 episódio  |
| Natashia Williams | Lucy Bennett    | 1 episódio  |
| Trevor Peterson   | Slater          | 1 episódio  |
| Simon Miller      | George Lockwood | 1 episódio  |
| Courtney Ford     | Vanessa Monroe  | 1 episódio  |
| Bree Condon       | Alice           | 1 episódio  |

## Produção
Em 16 de fevereiro de 2010, a The CW anunciou a renovação para a segunda temporada da serie com 22 episódios. O primeiro episodio foi ao ar quinta-feira, 09 de setembro de 2010, e o ultimo episodio da temporada em 12 de maio de 2011.

## Sinopse
Os irmãos Stefan e Damon Salvatore lutaram pelo amor de Elena, mas as coisas ficaram ainda mais complicadas. No final da primeira temporada vivenciamos ao lado deles uma das piores noites de Mystic Falls com a volta da vingativa Katherine, a overdose de Jeremy e o acidente de Tyler, Matt e Caroline. Agora, a presença de Katherine complicará ainda mais o triângulo amoroso, e os moradores de Mystic Falls terão que encarar um perigo novo e ameçador. Novas amizades e alianças se concretizarão, antigos aliados se tornarão inimigos e vários corações ficarão despedaçados. Stefan e Damon ainda terão que enfrentrar um inimigo muito mais forte do que jamais poderiam imaginar. Também o aparecimento do vampiro Original,Klaus,que quer de qualquer jeito a morte de Elena,o sacrifício final que Stefan tem que enfrentar e finalmente o beijo (verdadeiro) e o possível novo romance entre Elena e Damon.

## DVD e Blu-ray
Nos Estados Unidos o BOX de DVD e Blu-ray da segunda temporada foi lançado no dia 30 de agosto de 2011, já no Brasil foi lançado em 06 de outubro de 2011. O BOX vem com bônus especiais e com o idioma dublado para português.

## Episódios
| N.º na série | N.º na temp. | Título                                                 | Dirigido por     | Escrito por                                | Exibição original       | Audiência (milhões) |
| --- | ------------ | ------------------------------------------------------ | ---------------- | ------------------------------------------ | ----------------------- | ------------------- |
| 1 | 23           | "The Return "O Retorno""                               | Marcos Siega     | Julie Plec Kevin Williamson                | 09 de setembro de 2010  | 3.36                |
| Iniciando na mesma noite do final da temporada passada, Elena chega em casa para um pesadelo quando descobre o destino de tio John e Jeremy. No hospital, a Xerife Forbes é consolada por Matt, Bonnie e Damon, enquanto ela aguarda para saber se Caroline irá sobreviver ao acidente de carro. Depois de uma conversa com Elena, confuso sobre os acontecimentos da noite, Damon é o primeiro a perceber que Katherine voltou. A chegada de Katherine envia Stefan e Damon em um caminho para descobrir o que ela quer, porque ela está de volta, e o quanto ela é uma ameaça para as pessoas que amam. Entretanto, ainda se recuperando da morte de seu pai, Tyler é surpreendido quando seu tio encantador e misterioso, Mason Lockwood, chega para consolar a família. |              |                                                        |                  |                                            |                         |                     |
| 2 | 24           | "Brave New World "Bravo Novo Mundo""                   | John Dahl        | Brian Young                                | 16 de Setembro de 2010  | 3.01                |
| Quando a confusa e desesperada Caroline, deixa o hospital e se junta aos seus amigos no carnaval de Mystic Falls, Damon quer tomar medidas imediatas, mas Stefan e Elena vem para defender Caroline. Mat está completamente perplexo com o comportamento de Caroline, mas ainda tenta dizer a ela sobre seus sentimentos pela mesma. Damon tem uma suspeita sobre o Tio Manson e usa a personalidade volátil de Tyler na tentativa de conseguir que Manson revele os segredos dele. Irritada com tudo que está por volta dela, Bonnie desconta sua raiva em Damon. Steve R. McQueen também estrela. |              |                                                        |                  |                                            |                         |                     |
| 3 | 25           | "Bad Moon Rising "Lua do Mal""                         | Patrick Norris   | Andrew Chambliss                           | 23 de Setembro de 2010  | 3.56                |
| Elena (Nina Dobrev), Damon (Ian Somerhalder) e Alaric (Matt Davis) fazem uma viagem a Duke University e pesquisa através da investigação Isobel sobre folclore e fenômenos paranormais para ver se podem descobrir nenhuma pista para o mistério que envolve a família Lockwood. Uma ex-aluna de Isobel, Vanessa (Courtney Ford, "Dexter") oferece para guiá-los através da investigação e acaba recebendo uma educação muito própria. Stefan (Paul Wesley) se depara com um perigo terrível na floresta, e Tyler (Michael Trevino) faz uma descoberta chocante sobre Mason (Taylor Kinney).Steve R. McQueen, Katerina Graham, Sara Canning e Zach Roerig também estrelam. |              |                                                        |                  |                                            |                         |                     |
| 4 | 26           | "Memory Lane "Lembranças""                             | Rob Hardy        | Caroline Dries                             | 30 de Setembro de 2010  | 3.18                |
| Stefan (Paul Wesley), toma medidas drásticas para descobrir o real motivo de Katherine (Nina Dobrev) voltou a Mystic Falls, e fica chocada quando ela revela novos segredos sobre o que realmente aconteceu em 1864. Damon (Ian Somerhalder) tenta uma nova tática para resolver suas questões com Mason, (ator convidado Taylor Kinney), mas é a prova caro. Tyler (Michael Trevino) leva Mason para lhe contar a verdade sobre o Lockwoods. Finalmente, quando Katherine entrega um ultimato, Stefan e Elena (Nina Dobrev) ficam com poucas opções. Sara Canning, Candice Accola, Zach Roerig e Matt Davis também estrelam. |              |                                                        |                  |                                            |                         |                     |
| 5 | 27           | "Kill Or Be Killed "Matar Ou Morrer""                  | Jeff Woolnough   | Mike Daniels                               | 7 de Outubro de 2010    | 3.47                |
| Tyler aprende mais sobre a maldição de Mason e da família Lockwood. Stefan e Damon discutem sobre como lidar com Mason. Elena tenta manter Jeremy de tornar-se mais envolvido com o mistério dos Lockwood, mas Jeremy faz um esforço para sair com Tyler. Mason dá a Sheriff Forbes algumas informações surpreendentes, levando a uma noite de violência, confissões e sofrimento. |              |                                                        |                  |                                            |                         |                     |
| 6 | 28           | "Plan B "Plano B""                                     | John Behring     | Elizabeth Craft Sarah Fain                 | 21 de Outubro de 2010   | 3.62                |
| Apesar dos esforços de Elena manter Jeremy seguro, ele se oferece para ajudar Damon e Alaric a lidar com Katherine. Sheriff Forbes e Caroline compartilham alguns momentos raros da mãe de qualidade/filha da hora. Bonnie acidentalmente descobre novas informações sobre Mason e as compartilha com Stefan, levando Damon tomar providências com suas próprias mãos. |              |                                                        |                  |                                            |                         |                     |
| 7 | 29           | "Masquerade "Baile De Máscaras""                       | Charles Beeson   | Kevin Williamson Julie Plec                | 28 de Outubro de 2010   | 3.55                |
| Stefan e Damon criam um novo plano para lidar com Katherine no baile de máscaras dos Lockwood. Katherine convida uma velha amiga, Lucy (atriz convidada Natashia Williams), para participar do baile com ela. Bonnie, Jeremy e Alaric fazem o que podem para ajudar Stefan e Damon, mas a Katherine tem uma surpresa planejada que nenhum deles poderia prever. As coisas tomam um rumo feio quando Matt e Tyler começam a brigar. |              |                                                        |                  |                                            |                         |                     |
| 8 | 30           | "Rose"                                                 | Liz Friedlander  | Brian Young                                | 4 de Novembro de 2010   | 3.63                |
| Stefan e Damon vem salvar Elena, e durante o período, descobrem novas informações surpreendentes sobre pessoas, vampiros e eventos do século passado. Jeremy ajuda Bonnie depois que ela lança um feitiço difícil e cansativo, e Caroline faz o que pode para facilitar as coisas para Tyler. Finalmente, Stefan e Damon chegam a um novo plano. |              |                                                        |                  |                                            |                         |                     |
| 9 | 31           | "Katerina"                                             | J. Miller Tobin  | Andrew Chambliss                           | 11 de Novembro de 2010  | 3.50                |
| Elena se coloca em uma situação perigosa quando ela procura a verdade sobre o passado de Katherine e vê que seu futuro pode mudar. Sabendo que Stefan nunca concordaria com o seu plano, Caroline jura sigilo a Elena. Damon usa uma confidente recém-encontrada (Rose) para ajudá-lo a tentar descobrir o real propósito e do poder da pedra da lua. Jeremy e Bonnie atendem Luka (ator convidado Bryton James), um novo aluno, com uma história familiar surpreendente. |              |                                                        |                  |                                            |                         |                     |
| 10 | 32           | "The Sacrifice "O Sacrifício""                         | Ralph Hemecker   | Caroline Dries                             | 2 de Dezembro de 2010   | 3.46                |
| Elena (Nina Dobrev) decide tratar do assunto com suas próprias mãos e faz uma proposta tentadora a Rose (atriz convidada Lauren Cohan) para ajudá-la. Quando as coisas tomam um rumo inesperado, no entanto, Rose convida Damon (Ian Somerhalder) para ajudar com o plano de Elena e a colocá-lo em prática. Numa tentativa imprudente de Jeremy (Steven R. McQueen) para ajudar Bonnie (Katerina Graham) a recuperar a selenita, ele coloca sua vida em uma posição de risco e as forças de Stefan (Paul Wesley) o colocam em perigo. Bonnie e Luka (ator convidado Bryton James) formam uma relação próxima. Tyler (Michael Trevino) mostra a Caroline (Candice Accola) a porão dos Lockwood, onde ela faz uma descoberta que deixa os dois apavorados. |              |                                                        |                  |                                            |                         |                     |
| 11 | 33           | "By the Light of the Moon "À Luz Da Lua""              | Elizabeth Allen  | Mike Daniels                               | 9 de Dezembro de 2010   | 3.16                |
| Com a aproximação da lua cheia, Caroline ajuda a Tyler se preparar para a transformação, que ele é incapaz de parar. Enquanto Stefan e Katherine jogam um com a mente do outro, Damon e Alaric ficam em suspeita quando uma estranha chamada Jules aparece em Mystic Falls, em busca de seu amigo desaparecido, Mason. Elena está frustrada com a distância de Jeremy e seus amigos para mantê-la segura. Bonnie e Luka trabalham juntos em uma magia, mantendo os segredos um do outro. Por fim, Elijah faz uma aparição inesperada com uma oferta que poderia mudar tudo. |              |                                                        |                  |                                            |                         |                     |
| 12 | 34           | "The Descent "Descendência""                           | Marcos Siega     | Elizabeth Craft Sarah Fain                 | 27 de Janeiro de 2011   | 3.55                |
| Stefan e Alaric tentam encontrar Isobel para perguntá-la sobre Klaus, mas é inútil. Elena e Rose têm uma conversa sincera, falando sobre os sentimentos dela em relação a ambos os irmãos. Damon tenta quebrar a maldição do lobisomem e salvar Rose, enquanto ela está morrendo dolorosamente e é uma ameaça para todos na cidade. Alguns novos fatos sobre Jules vêm à tona, fazendo que todos a temam um pouco. Caroline não tem certeza sobre seus sentimentos por Tyler e o quer como um bom amigo, apenas por um tempo. Tudo muda quando alguém morre. |              |                                                        |                  |                                            |                         |                     |
| 13 | 35           | "Daddy Issues "Problemas Com O Papai""                 | Joshua Butler    | Kevin Williamson e Julie Plec              | 3 de Fevereiro de 2011  | 3.22                |
| O retorno de Jonathan Gilbert a Mystic Falls é uma surpresa infeliz para Elena, Jenna e Damon. Caroline deixa Stefan saber sobre sua conversa com Tyler, e Stefan faz o possível para chegar a um Tyler confuso e conflitante. Jeremy confronta Bonnie após sua conversa perturbadora com Jonas. Quando Jules toma um refém, a situação rapidamente se transforma em um confronto violento. Zach Roerig e Matt Davis também estrelam. |              |                                                        |                  |                                            |                         |                     |
| 14 | 36           | "Crying Wolf "O Uivo Do Lobo""                         | David Von Ancken | Brian Young                                | 10 de Fevereiro de 2011 | 2.79                |
| Stefan e Elena partem para curtir um fim-de-semana romântico juntos na casa do lago da família Gilbert, sem saber que foram seguidos por Brady e Tyler. Jenna começa a se preocupar achando que Alaric não está sendo honesto com ela sobre algo. Jules explica sobre a maldição do sol e da lua Tyler, mas deixa de lado um detaque crucial sobre o papel de Elena que precisaria se sacrificar para quebrar a maldição. Damon vai se encontrar com Elijah, mas não consegue novas informações. Com a ajuda de Caroline e Jeremy, Bonnie tenta retirar informações importantes de Luka, que revela a verdade sobre o acordo de Elena com Elijah, que trocou seu eventual sacrificio pela proteção dos seus entes queridos. Jules e seus amigos lobisomens torturam Damon para tentar descobrir onde está a pedra da lua (moonstone), mas Elijah aparece salvando ele e matando todos os lobisomens exceto Jules que foge para salvar a própria vida. Enquanto isso, Stefan explica tudo sobre a maldição para Tyler e depois mata Brady para salvar Elena. Bonnie admite que sente algo por Jeremy e eles se beijam. Tyler então deixa Mystic Falls com Jules. |              |                                                        |                  |                                            |                         |                     |
| 15 | 37           | "The Dinner Party "O Jantar""                          | Marcos Siega     | Andrew Chambliss                           | 17 de Fevereiro de 2011 | 3.07                |
| Stefan diz Elena sobre um período negro de sua história e surpreender a pessoa cuja influência mudou tudo. Depois de tirar a verdade de Luka, Jonas faz seus sentimentos claros para Bonnie e Jeremy. Tentando pegar Elijah desprevenidos, Damon organiza um jantar para ele com Jenna, Alaric e Andie, mas informações de última hora lança o plano de Damon ao caos. |              |                                                        |                  |                                            |                         |                     |
| 16 | 38           | "The House Guest "A Hóspede""                          | Michael Katleman | Caroline Dries                             | 24 de Fevereiro de 2011 | 2.98                |
| Os jogos controladores de Katherine estão dando nos nervos de todos, mas Damon, Stefan e Elena percebem que seu conhecimento sobre a história de Mystic Falls irá ajudá-los a permanecerem vivos. Frustrada com o seu relacionamento com Matt, Caroline descobre uma nova maneira de chamar sua atenção. Alaric faz uma confissão surpreendente para Jenna, e Katherine faz um tipo diferente de confissão para Damon. Stefan e Bonnie tentar convencer Jonas e Luka de que todos devem trabalhar juntos, mas a falta de confiança de Jonas leva a um confronto violento e impetuoso. Steven R. McQueen também estrela. |              |                                                        |                  |                                            |                         |                     |
| 17 | 39           | "Know The Enemy "Conheça Teu Inimigo""                 | Wendey Stanzler  | Mike Daniels                               | 7 de Abril de 2011      | 2.73                |
| Elena e Alaric caem em cima de John quando Isobel retorna inesperadamente deixando Jenna arrasada. Bonnie trabalha em conjunto com Damon e Jeremy a fim de encontrar o feitiço de que irão precisar para se apropriar dos poderes de uma de suas antigas ancestrais. Caroline de coração partido não sabe o que fazer com Matt. Stefan e Damon percebem que possuem uma nova arma secreta. |              |                                                        |                  |                                            |                         |                     |
| 18 | 40           | "The Last Dance "A Última Dança""                      | John Behring     | Michael Narducci                           | 14 de Abril de 2011     | 2.81                |
| Enquanto a escola está se preparando para dar um “Baile da década de 60,” Elena começa a receber mensagens perturbadoras de Klaus por um meio incomum. Bonnie tenta assegurar Jeremy de que ela é forte o suficiente para ajudar Elena, mas um Jeremy preocupado pede a Stefan por conselhos. Caroline (Candice Accola) convence Matt a levá-la para o baile. Esperando que Klaus apareça no baile, Damon e Alaric vão como acompanhantes, mas Klaus está jogando um jogo complicado que os mantém alertas. Finalmente, Damon surge com um novo plano de ação que choca e enfurece a todos. Bonnie tenta acalmar Damon. Ela diz que não e ele a tranca em uma sala com Klaus, para que Bonnie possa matá-lo, mas as coisas nao saem como planejado. |              |                                                        |                  |                                            |                         |                     |
| 19 | 41           | "Klaus"                                                | Joshua Butler    | Kevin Williamson & Julie Plec              | 21 de Abril de 2011     | 2.70                |
| Stefan e Damon ficam furiosos quando descobrem que Elena tem desafiado os dois para fazer um novo aliado e ter controle do plano para manobrar Klaus. Desintendimentos sobre como proteger Elena deixa a tensão aumentar entre os irmãos Salvatore. Enquanto isso, Stefan tem suas mãos cheias tentando manter a confusa e assustada Jenna a salvo. Flashbacks de 1492 revelam a introdução de Katherine à Elijah e Klaus, que vem junto com a origem da maldição da selenita. Elena aprende novas e chocantes informações sobre os motivos de Klaus. Matt Davis também estrela |              |                                                        |                  |                                            |                         |                     |
| 20 | 42           | "The Last Day "O Último Dia""                          | J. Miller Tobin. | Andrew Chambliss & Brian Young             | 28 de Abril de 2011     | 2.68                |
| Damon está disposto a fazer de tudo para prevenir Elena do plano mortífero de Klaus para quebrar a maldição. As ações de Damon colocam-o em desacordo com Stefan e a tensão que começa a existir entre os irmãos por causa de suas opiniões diferentes de ”como ajudar a salvar a vida de Elena” tornou-se um conflito maior. Tyler retorna para Mystic Falls depois de receber um telefonema preocupante. Com a lua cheia marcando o ritual do sacrifício, Stefan e Elena passam um dia romântico juntos com medo de ser o último. |              |                                                        |                  |                                            |                         |                     |
| 21 | 43           | "The Sun Also Rises "O Sol Também Nasce""              | Paul M.Sommers   | Caroline Dries & Mike Daniels              | 5 de Maio de 2011       | 2.84                |
| Com a chegada da lua cheia, Elena tenta se prepara para o que Klaus tem planejado e Tyler enfrenta sua segunda transformação. Os eventos aterrorizantes saem rapidamente do controle, apesar de um inesperado ato de coragem. Finalmente, Damon admite a verdade para Stefan sobre o novo e terrível acontecimento que eles terão de enfrentar. |              |                                                        |                  |                                            |                         |                     |
| 22 | 44           | "As I Lay Dying "Enquanto Morro (Final De Temporada)"" | John Behring     | Turi Meyer & Al Septien & Michael Narducci | 12 de Maio de 2011      | 2.86                |
| Enquanto a cidade de Mystic Falls apresenta uma exibição do filme "Gone with the Wind" na praça da cidade, Damon se encontra mais próximo com as suas memórias sobre Katherine em 1864 se misturam com a realidade de Elena no presente. Para salvar o irmão, Stefan terá que pagar um preço alto, perder a sua alma de vez e se entregar por completo ao seu lado assassino de vampiro, enquanto isso a xerife Forbes acidentalmente mata Jeremy, forçando que Bonnie use os seus poderes de bruxa para revivê-lo, mas salvar Jeremy terá consequências além das imagináveis. Mais de uma vida está em jogo enquanto as consequências do ritual de sacrifício de Klaus que levam a um terrível desfecho. |              |                                                        |                  |                                            |                         |                     |